# Jevgeni Nikitin
Jevgeni Stepanovitsj Nikitin (Russisch: Евгений Степанович Никитин) (Minsk, 29 september 1929 - 2010), was een voormalig basketbalspeler die uitkwam voor het nationale team van de Sovjet-Unie. Hij kreeg de onderscheiding Meester in de sport van de Sovjet-Unie in 1951.

## Carrière
Nikitin begon zijn carrière in 1948 bij DO Leningrad. In 1953 verhuisde hij naar SKA Minsk. Nikitin won een gouden medaille op de Europese Kampioenschappen in 1951. In 1959 stopt hij met basketbal.

## Erelijst
- Europees Kampioenschap: 1
  - Goud: 1951